# Nogent-en-Othe
 Nogent-en-Othe  es una población y comuna francesa, en la región de Champaña-Ardenas, departamento de Aube, en el distrito de Troyes y cantón de Aix-en-Othe.

## Demografía
| 62 | 59 | 44 | 39 | 34 | 38 |
| Para los censos de 1962 a 1999 la población legal corresponde a la población sin duplicidades (Fuente: INSEE [Consultar]) |    |    |    |    |    |